# فريد روي هاريس
فريد روي هاريس (بالإنجليزية: Fred R. Harris)‏ (13 نوفمبر 1930 – 23 نوفمبر 2024) هو سياسي، وبروفيسور (أستاذ جامعي)، وكاتب، ومحام من الولايات المتحدة الأمريكية ولد في والترز. تولى منصب عضو مجلس الشيوخ الأمريكي، وهو عضو في الحزب الديمقراطي الأمريكي. تعلم في جامعة أوكلاهوما وأدار جامعة نيومكسيكو.